# داف واتسون
داف واتسون (بالإنجليزية: David Watson)‏ ، من مواليد 5 أكتوبر 1946 ، لاعب كرة قدم إنجليزي سابق.
لعب مع منتخب إنجلترا لكرة القدم.

## روابط خارجية
- داف واتسون على موقع الاتحاد الأوربي (الإنجليزية)
- داف واتسون على موقع قاعدة بيانات كرة القدم.إي يو (الإنجليزية)
- داف واتسون على موقع بيانات كرة القدم. دي إي (الألمانية)
- داف واتسون على موقع ناشيونال فوتبول تيمز (الإنجليزية)